# Corne à boire

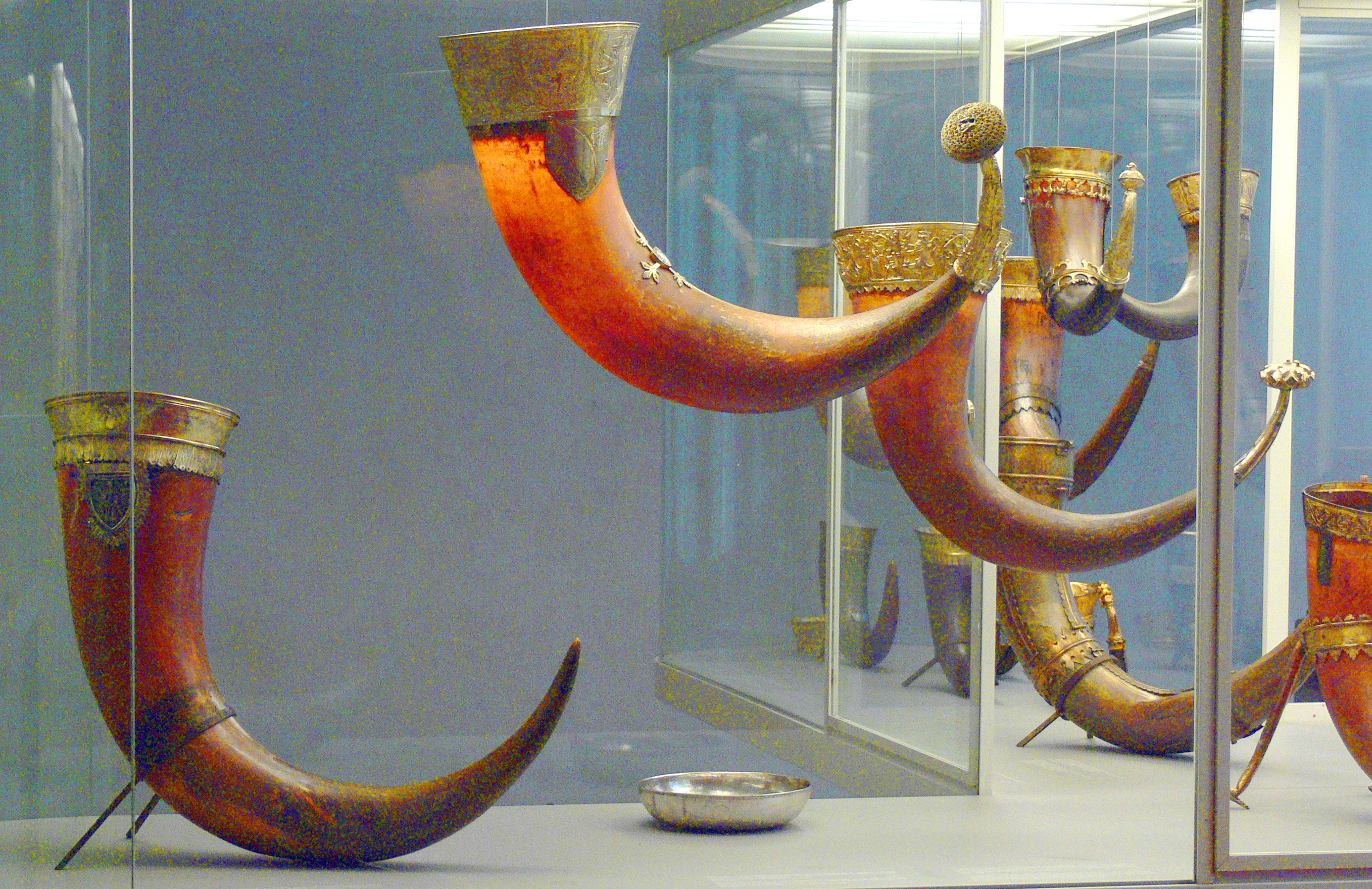
Collection de cornes à boire de la Renaissance.

Une corne à boire est un récipient utilisé dès l'Antiquité, découpé à l'origine dans des cornes d'animaux (bisons ou aurochs) puis, avec la culture grecque, fabriqué en céramique et métal. Dans quelques cultures, son usage voisinait avec celui du rhyton qui, à la différence des cornes à boire, était porté à la bouche par l'extrémité la plus petite (comme une paille), et non la plus grande.

## Vestiges préhistoriques

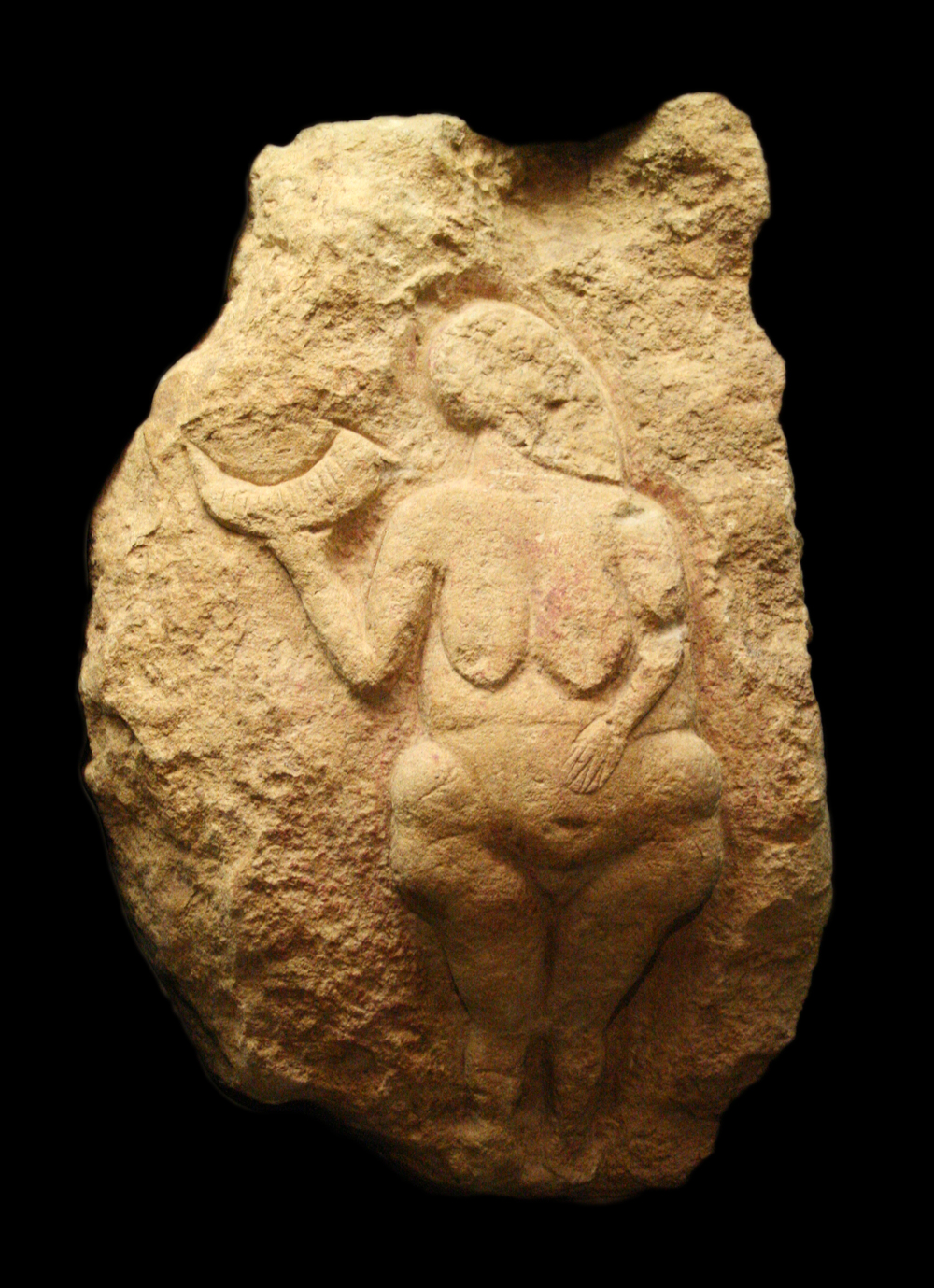
Bas-relief de la Vénus de Laussel (Paléolithique supérieur), tenant une corne à boire à la main droite.

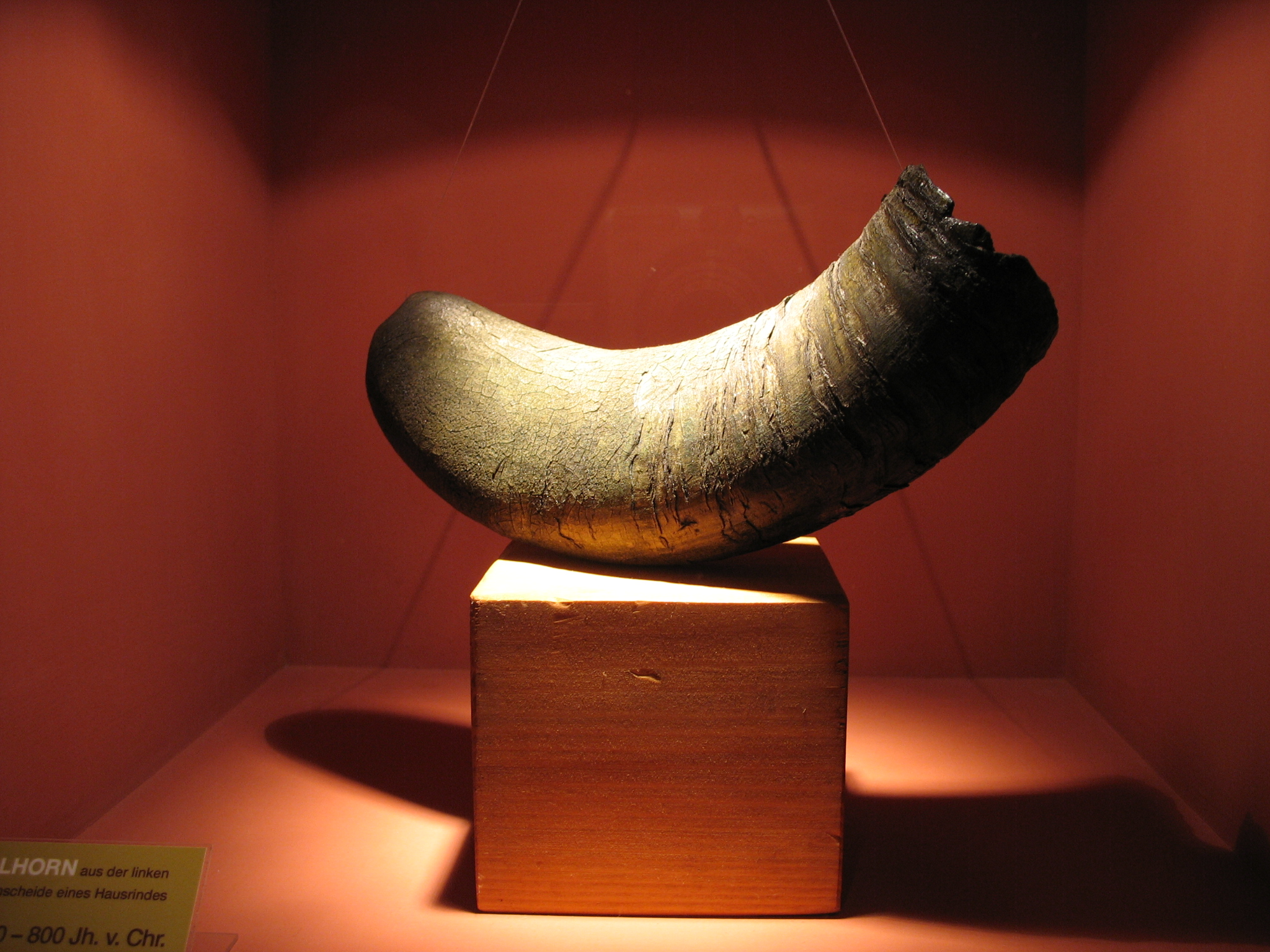
Corne à boire de la Culture de Hallstatt (entre 800 et 400 av. J.-Chr.)

La représentation sans doute la plus ancienne d'une corne à boire est la Vénus de Laussel, statuette de craie taillée en France il y a 25 000 ans. Il est aujourd'hui difficile de certifier qu'il s'agissait bien d'un ustensile à boire, car les cornes étaient aussi utilisées pour transporter aliments et pigments ; mais le geste de cette femme, qui porte la coupe à sa bouche, semble justifier qu'il s'agit d'un récipient pour boire.
Les vestiges archéologiques de cornes utilisées pour la boisson sont des ornements, poignées ou pieds en métal qui remontent à l’âge du bronze. Une collection impressionnante de neuf cornes décorées de rinceaux de bronze et d’or a été retrouvée dans la sépulture de Hochdorf,. Tout aussi remarquables sont les cornes à boire de Sutton Hoo et de Taplow, du VIIe siècle av. J.-C., mais on a conservé aussi des cornes en verre étonnantes de la première moitié du 1er millénaire, répandues de la vallée du Rhin à la Scandinavie. Par leur décoration somptueuse, utilisant des matériaux précieux, les cornes à boire sont des articles de prestige, déployés pour des occasions solennelles comme les discours de bienvenue ou les cérémonies religieuses. Une chambre funéraire du VIIe siècle dégagée en 2003 à Prittlewell, que l'on suppose être la tombe du roi Sæberht, contenait des cornes à boire et d'autres ustensiles de cuisine.
Mais l'usage de cornes à boire n'était pas limité à l'Europe. On a en effet retrouvé de par le monde scythique de nombreuses cornes dorées et leur représentation sur des plaques d'or gravées. On connaît d'autres indices de leur usage en Afrique et en Amérique précolombienne.

## Dans les civilisations historiques

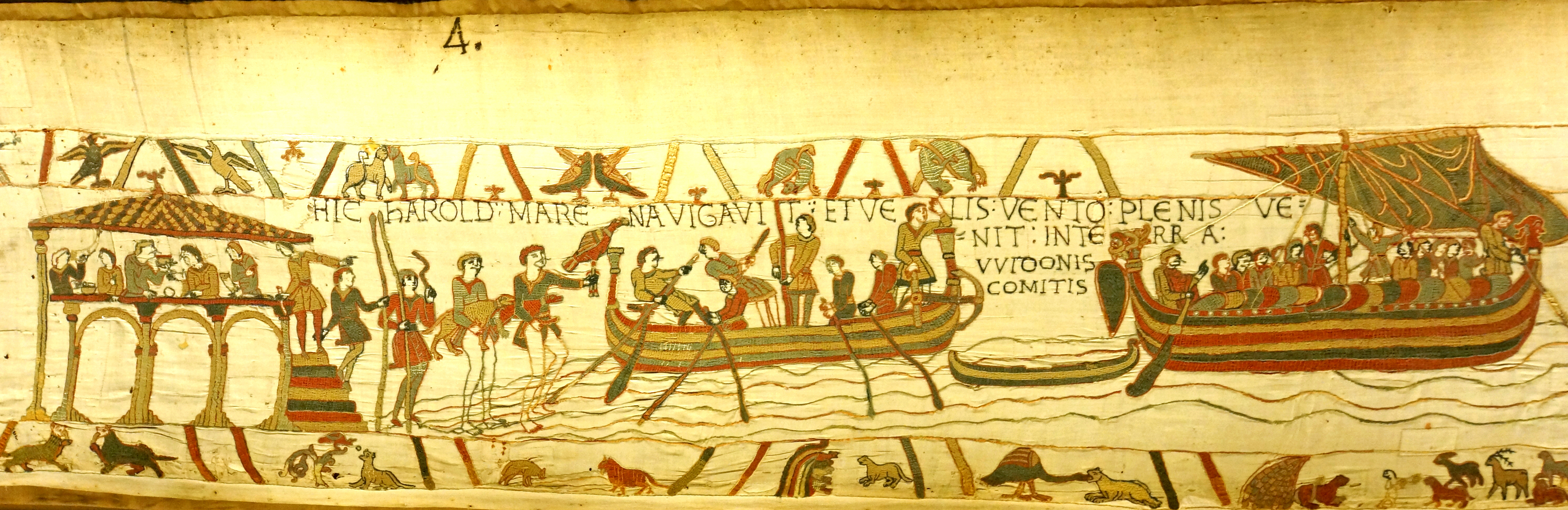
Sur la Tapisserie de Bayeux, plusieurs personnages du camp d'Harold Godwinson portent un toast avec une corne avant la traversée de la Manche.

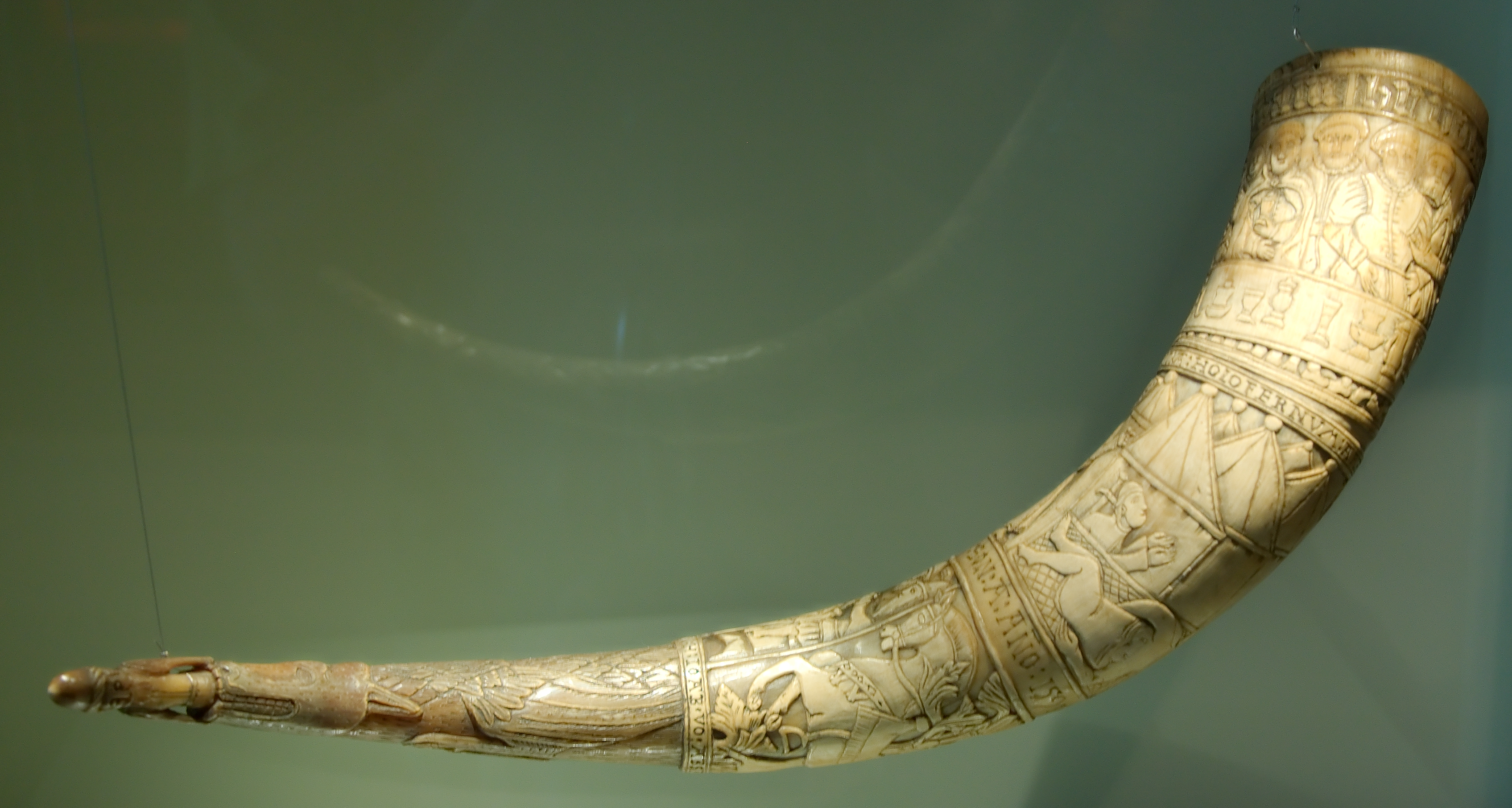
Corne à boire islandaise (1598)

On retrouve des cornes à boire représentées sur la Tapisserie de Bayeux et les pierres historiées de Gotland (notamment la pierre de Tjängvide). Pour l'histoire des cultures matérielles, ces images sont d'une grande importance car il est assuré qu'elles étaient contemporaines de l'artiste qui les a produites, et non une reconstruction a posteriori.
Parmi les témoignages littéraires, il faut citer en premier lieu les sagas nordiques, où souvent les cornes à boire jouent un rôle narratif voire symbolique. La corne Grímr inn góði (Grim le Bon), décrite dans la saga de Thorstein-à-la-terrible-ferme (Þorsteins Þáttr bæjarmagns), une des vieilles sagas,, en est un bon exemple : il s'agit d'une corne magique à figure humaine, qui affirme d'un côté la puissance de son propriétaire mais qui, de l'autre, annonce les événements à venir. Ce type de personnification est d'ailleurs unique dans toute la littérature norroise, bien que les coupes à boire y soient un accessoire fréquent. Ainsi, selon Bernhard Maier, « le chant d'agonie de Ragnar Lodbrok révèle à la 25e strophe que les héros morts boivent au Valhalla leur bière dans des cornes en bois ou des crânes. » Le mot utilisé, bjúgviðir hausa, est un kenning qui ne peut ici désigner, d'après ce chercheur, qu'une corne à boire.
Jules César, dans ses Commentaires sur la Guerre des Gaules (livre 6, chap. 28), nous fournit une preuve de l'emploi de cornes à boire (cornu urii) en dehors du monde germanique :

« Ceux qui ont tué le plus de ces aurochs (urus) en apportent les cornes en public, comme trophée, et reçoivent de grands éloges. On ne peut les apprivoiser, même dans le jeune âge. La grandeur, la forme et l'espèce de leurs cornes diffèrent beaucoup de celles de nos bœufs. On les recherche avidement, on les garnit d'argent sur les bords, et elles servent de coupes dans les festins solennels. »

— Gaius Julius Cæsar, De bello Gallico
Au Haut Moyen Âge, les accessoires cultuels Ásatrú étaient somptueusement ornés de métal, le plus souvent d'argent allié d'or, dotés d'un pied voire d'un socle ou sabot architectonique. Elles étaient faites d'ivoire ou de corne d'animaux parfois fort exotiques, ce qui relevait leur éclat symbolique : défense d'éléphants, cornes de rhinocéros ou dents de narval, tantôt polie, tantôt minutieusement gravées.

## À l'époque moderne

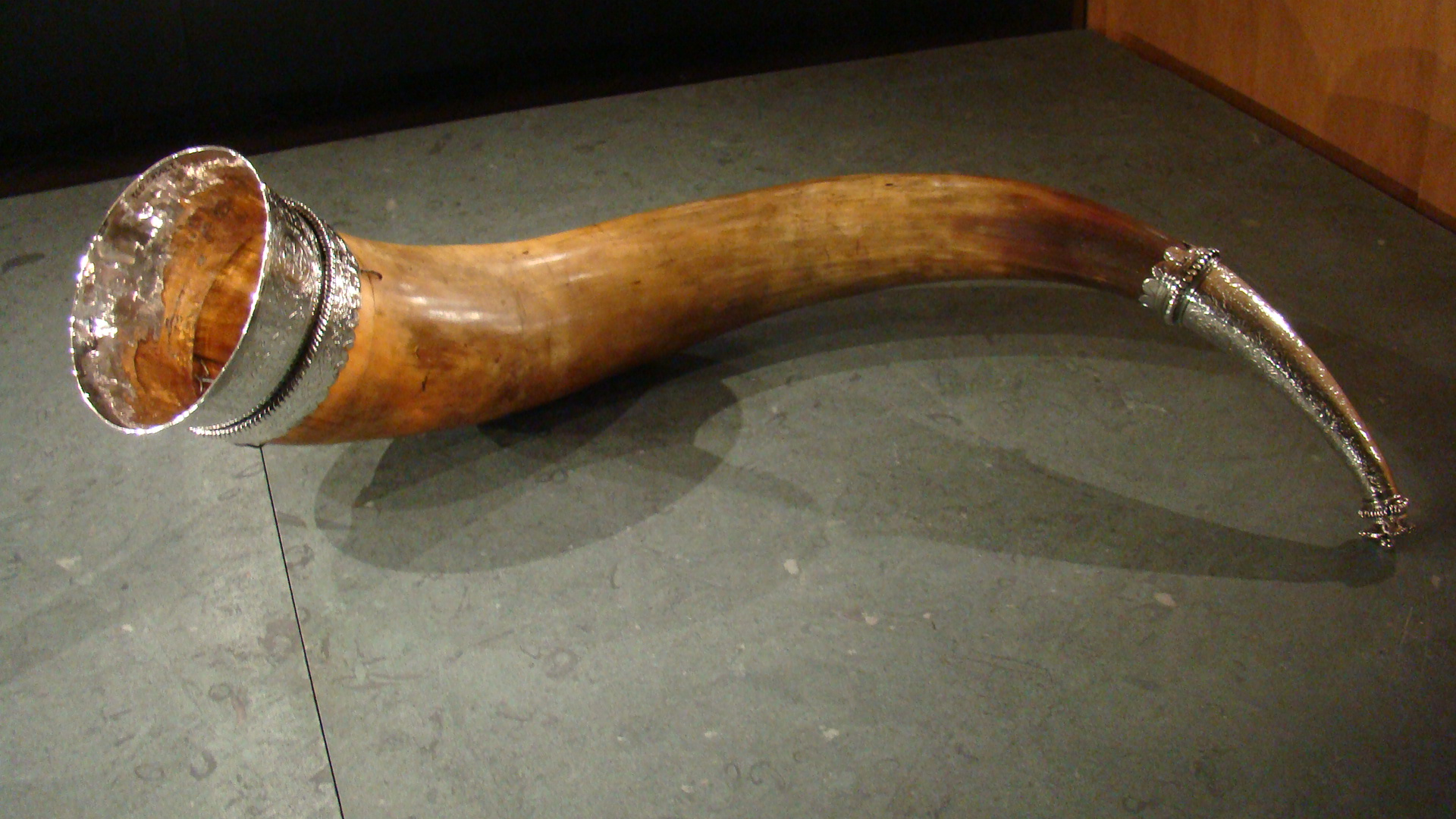
Corne à boire de période Renaissance (1550)

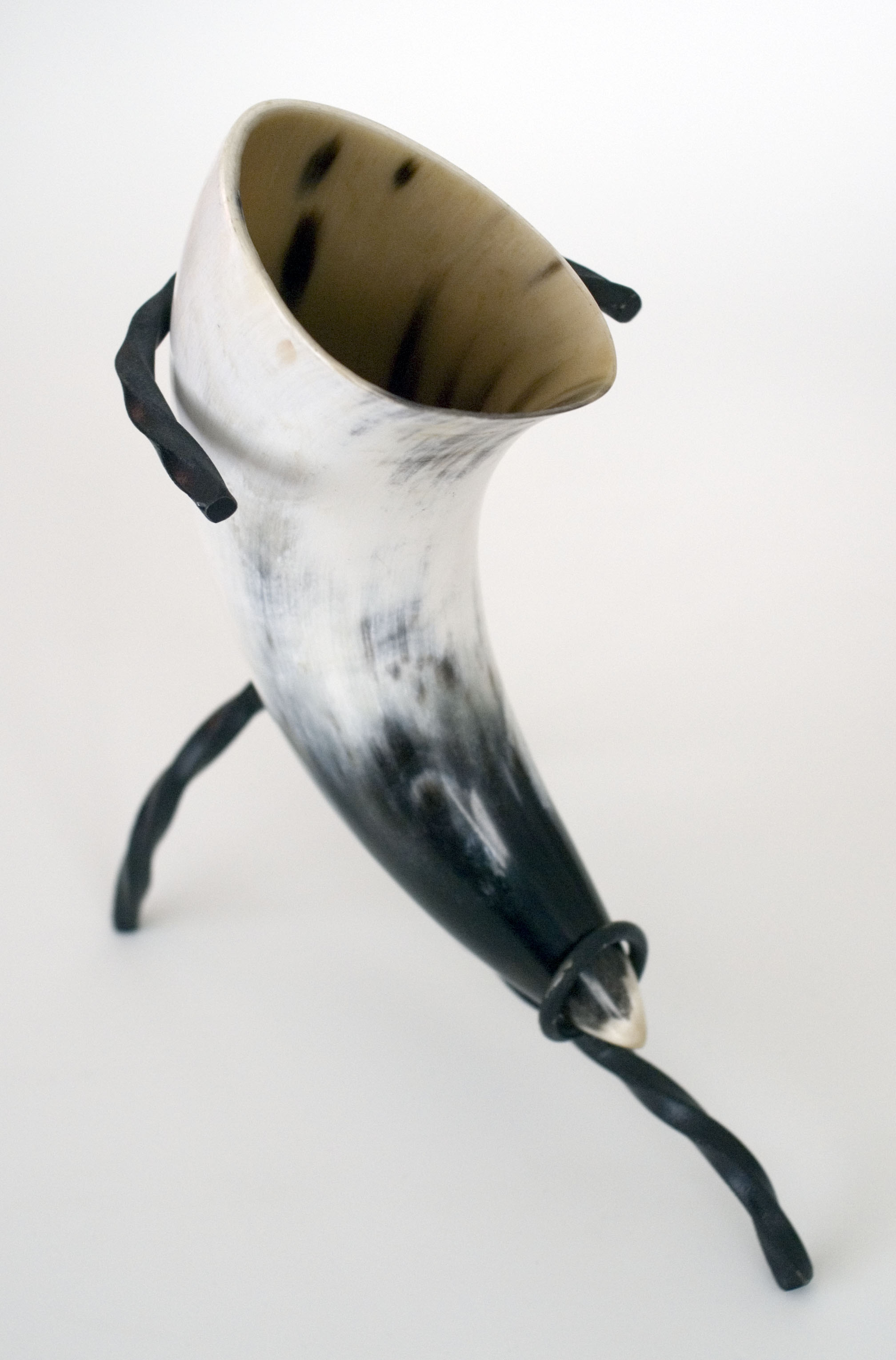
Corne à boire moderne et fonctionnelle.

La Renaissance fit de la corne à boire un article du plus haut luxe. À la fin de cette période, les cornes à boires étaient le plus souvent en cristal ou en argent.
Ce ne sont plus aujourd'hui que des objets exotiques, surtout recherchés par les adeptes de reconstitutions historiques, par les confréries estudiantines et les groupes adeptes de néo-paganisme européen.

## Voir également
- Corne d'abondance
- Cornes d'or de Gallehus
- gourde
- olifant
- Corne à boire d'Oldenburg
- Symbel